# Nouaye
Nouaye é uma comuna francesa na região administrativa da Bretanha, no departamento Ille-et-Vilaine. Estende-se por uma área de 2,77 km². Em 2010 a comuna tinha 358 habitantes (densidade: 129,2 hab./km²).